# Kerry Anne Wells
Kerry Anne Wells (ur. 25 września 1951 w Perth) – australijska dziennikarka, Miss Universe 1972.
Konkurs odbywał się na Portoryko. Młoda Australijka, obok Brazylijki, od samego początku była uważana za faworytkę. 29 lipca Wells została ukoronowana przez Georginę Rizk z Libanu, ustępującą Miss Universe, wyprzedzając 60 innych pretendentek do korony.
Przed konkursem, brała jeszcze udział m.in. w Miss World, ale tylko w Miss International zajęła znaczące, drugie miejsce.